# Paul Claudel
Paul Louis Charles Claudel (Aisne, 6 de agosto de 1868 – Paris, 23 de fevereiro de 1955) foi um diplomata, dramaturgo e poeta francês, membro da Academia Francesa de Letras e galardoado com a grã-cruz da legião de honra. É considerado importante como escritor católico.

## Biografia
Paul Claudel nasceu em Aisne, na localidade de Villeneuve-sur-Fère. Sua família paterna era composta por fazendeiros e funcionários públicos, mas seu pai, Louis Prosper Claudel, lidava com hipotecas e transações bancárias. Sua mãe, Louise Athanaïse Cécile Cerveaux, provinha de uma família muito católica, também de fazendeiros, de Champagne, onde Paul viveu na infância.
Em 1881, seus pais se mudaram para Paris, onde Paul e sua irmã passaram a viver, em uma casa de classe média.
Em 1886, Paul Claudel, que tinha 18 anos e até então era ateu, converteu-se ao catolicismo, no Natal, ao ouvir o coro da catedral de Notre-Dame de Paris. Ele se emocionou ao ver que todos tinham fé e oravam para um Deus que até então ele não queria conhecer, e viu que poderia contar com a ajuda do poder invisível, do amor ao Criador. A leitura das Illuminations de Arthur Rimbaud, a quem chamou de «místico em estado selvagem», também o influenciou na sua "conversão".
Apesar de ter pensado em tornar-se monge beneditino, acabou por optar por uma vida mais mundana, seguindo a carreira diplomática, tendo servido de 1893 a 1936. Foi vice-cônsul em Nova Iorque, em Boston, Praga, Frankfurt am Main e Hamburgo. Foi cônsul na China (1895-1909).
Em março de 1906, casou com Reine Sainte-Marie Perrin e teve filhos com ela, num casamento feliz.
Foi 'ministro plenipotenciário' no Rio de Janeiro (1916) e em Copenhaga. Foi embaixador em Tóquio, Washington e Bruxelas.
O período de sua missão no Brasil coincidiu com a Primeira Guerra Mundial, e ele supervisionou o envio de alimentos da América do Sul para a França.
Aposentou-se em 1936 e viveu em seu castelo em Brangues (Isère) até sua morte, em 1955.

## Camille Claudel
Paul era irmão da escultora Camille Claudel. Em 10 de março de 1913, dias após a morte de seu pai, internou a irmã em um hospital psiquiátrico de Ville-Évrard, em Neuilly-sur-Marne. No formulário diz que a internação foi "voluntária", mas ele foi assinado apenas por Paul e pelo médico responsável. Há registros que mostram que, embora ela tenha tido surtos, ela estava bem lúcida enquanto trabalhava em sua arte. Os médicos tentaram convencer a família que ela não precisava estar em um hospital psiquiátrico, mas ainda assim eles a mantiveram lá.
Paul visitou a irmã apenas setes vezes em 30 anos: 1913, 1920, 1925, 1927, 1933, 1936, 1943. Sempre se referia às visitas como tensas. O amigo de Rodin, Mathias Morhardt, insistia em dizer que Paul queria calar o talento da irmã. Ele declarou: "Paul Claudel é um imbecil. Quando alguém tem uma irmã genial, não a abandona. Mas ele sempre pensou que era ele o génio da família".

## Cultura Popular

### Cinema
O Sapato de Cetim (em francês Le Soulier de Satin) (1985) é um filme português de Manoel de Oliveira, falado em francês. Trata-se de uma coprodução com a França, de iniciativa francesa, adaptação da obra homónima de Paul Claudel, cujo catolicismo se afirma sem rodeios nesta sua obra.
The Annunciation of Marie (em francês L'Annonce faite à Marie) é o título em inglês do filme franco-canadense de 1991, uma adaptação da peça de mesmo nome de Paul Claudel. Paul terá pedido, antes de sua morte, ao amigo Alain Cuny (que curiosamente atuou no filme Camille Claudel de 1988), para que dirigisse um filme baseado nesta sua obra, pedido esse que foi honrado.
Giovanna d'Arco al rogo é um filme franco-italiano de 1954 sobre a vida de Joana d'Arc, dirigido por Roberto Rossellini baseado na obra de Claudel, Jeanne d'Arc au bûcher.

## Obras
Teatro
- 1887 : L'Endormie (primeira versão)
- 1888 : Fragment d'un drame
- 1890 : Tête d'or  (primeira versão)
- 1892 : La Jeune Fille Violaine (primeira versão)
- 1893 : La Ville  (primeira versão)
- 1894 : Tête d'or  (segunda versão) ; L'Échange  ()
- 1899 : La Jeune Fille Violaine (segunda versão)
- 1901 : La Ville  (segunda versão)
- 1901 : Le Repos du septième jour
- 1906 : Partage de midi, drama (primeira versão)
- 1911 : L'Otage, drama em três actos
- 1912 : A anunciação a Maria - no original L'Annonce faite à Marie (primeira versão)
- 1913 : Protée , drama satírico em dois actos (primeira versão)
- 1917 : L'Ours et la Lune
- 1918 : Le Pain dur, drama em três actos
- 1919 : Les Choéphores d'Eschyle
- 1920 : Le Père humilié, drama em quatro actos
- 1920 : Les Euménides d'Eschyle
- 1926 : Protée , drama satírico em dois actos (segunda versão)
- 1927 : Sous le Rempart d'Athènes
- 1929 : Le Soulier de satin ou Le pire n'est pas toujours sûr, acção espanhola em quatro jornadas (criado parcialmente em 1943 por Jean-Louis Barrault, em versãi integral no teatro de Orsay em 1980; a versão integral foi representada em 1987 por Antoine Vitez[3])
- 1933 : Le Livre de Christophe Colomb, drama lírico em duas partes
- 1939 : Jeanne d'Arc au bûcher
- 1939 : La Sagesse ou la Parabole du destin
- 1942 : L'Histoire de Tobie et de Sara, moralidade em três actos
- 1947 : L'Endormie (segunda versão)
- 1948 : L'Annonce faite à Marie  (segunda versão)
- 1949 : Protée , drama satírico em dois actos (segunda versão)
- 1954 : L'Échange  (segunda versão)

Poesia
- 1900 e 1907: Connaissance de l'Est
- 1905 : Poèmes de la Sexagésime
- 1907 : Processionnal pour saluer le siècle nouveau
- 1911 : Cinq grandes Odes
- 1911 : Le Chemin de la Croix
- 1911–1912 : La Cantate à trois voix[4]
- 1915 : Corona benignitatis anni dei
- 1919 : La Messe là-bas
- 1922 : Poèmes de guerre (1914-1916)
- 1925 : Feuilles de saints
- 1934   :Écoute, Ma Fille
- 1942 : Cent phrases pour éventails
- 1945 : Visages radieux
- 1945 : Dodoitzu, illustrations de Rihakou Harada.
- 1949 : Accompagnements

Ensaios
- 1928 : Positions et propositions, tomo I
- 1929 : L'Oiseau noir dans le soleil levant
- 1934 : Positions et propositions, tome II
- 1935 : Conversations dans le Loir-et-Cher
- 1936 : Figures et paraboles
- 1940 : Contacts et circonstances
- 1942 : Seigneur, apprenez-nous à prier
- 1946 : L'œil écoute
- 1949 : Emmaüs
- 1950 : Une voix sur Israël
- 1951 : L'Évangile d'Isaïe
- 1952 : Paul Claudel interroge l'Apocalypse
- 1954 : Paul Claudel interroge le Cantique des Cantiques
- 1955 : J'aime la Bible, Fayard
- 1956 : Conversation sur Jean Racine
- 1957 : Sous le signe du dragon
- 1958 : Qui ne souffre pas… Réflexions sur le problème social
- 1958 : Présence et prophétie
- 1959 : La Rose et le rosaire
- 1959 : Trois figures saintes pour le temps actuel

Memórias, diário
- 1954 : Mémoires improvisés. Quarante et un entretiens avec Jean Amrouche
- 1968 : Journal. Tome I : 1904-1932
- 1969 : Journal. Tome II : 1933-1955
- 1949 : Correspondance de Paul Claudel et André Gide (1899-1926)
- 1951 : Correspondance de Paul Claudel et André Suarès (1904-1938)
- 1952 : Correspondance de Paul Claudel avec Gabriel Frizeau et Francis Jammes (1897-1938), accompagnée de lettres de Jacques Rivière
- 1961 : Correspondance Paul Claudel et Darius Milhaud (1912-1953)
- 1964 : Correspondance de Paul Claudel et Lugné-Poe (1910-1928). Claudel homme de théâtre
- 1966 : Correspondances avec Copeau, Dullin, Jouvet. Claudel homme de théâtre
- 1974 : Correspondance de Jean-Louis Barrault et Paul Claudel
- 1984 : Correspondance de Paul Claudel et Jacques Rivière (1907-1924)
- 1990 : Lettres de Paul Claudel à Élisabeth Sainte-Marie Perrin et à Audrey Parr
- 1995 : Correspondance diplomatique. Tokyo (1921-1927)
- 1995 : Correspondance de Paul Claudel et Gaston Gallimard (1911-1954)
- 1996 : Paul Claudel, Jacques Madaule Connaissance et reconnaissance : Correspondance 1929-1954, DDB
- 1998 : Le Poète et la Bible, volume 1, 1910-1946, Gallimard, coll. « Blanche »
- 2002 : Le Poète et la Bible, volume 2, 1945-1955, Gallimard, coll. « Blanche »
- 2004 : Lettres de Paul Claudel à Jean Paulhan (1925-1954), Correspondance présentée et annotée par Catherine Mayaux, Berne : Paul Lang, 2004 ISBN 3-03910-452-7
- 2005 : Correspondance de Paul Claudel avec les ecclésiastiques de son temps. Volume I, Le sacrement du monde et l'intention de gloire, éditée par Dominique Millet-Gérard, Paris : Champion, coll. « Bibliothèque des correspondances, mémoires et journaux » n° 19, 2005, 655 p. ISBN 2-7453-1214-6.
- 2005 : Une Amitié perdue et retrouvée. Correspondance de Paul Claudel et Romain Rolland, édition établie, annotée et présentée par Gérald Antoine et Bernard Duchatelet, Paris : Gallimard, coll. « Les cahiers de la NRF », 2005, 479 p. ISBN 2-07-077557-7